# Promyschlennaja
Promyschlennaja (russisch Промы́шленная) ist eine Siedlung städtischen Typs in der russischen Oblast Kemerowo (Westsibirien) mit 18.045 Einwohnern (Stand 14. Oktober 2010).

## Geographie
Die Siedlung am Westrand des Kusnezker Beckens (Kusbass), östlich des Salairrückens, etwa 60 Kilometer (Luftlinie) südwestlich der Oblasthauptstadt Kemerowo, am linken Ufer des Ob-Nebenflusses Inja, in den hier das Flüsschen Kamysla mündet.
Promyschlennaja ist Verwaltungszentrum des Rajons Promyschlennaja (Promyschlennowski).

## Geschichte
Der Ort wurde im 18. Jahrhundert von Umsiedlern aus dem europäischen Teil Russlands gebildet. Zunächst nannte er sich nach dem Flüsschen Kamysla (von turksprachig kamys, auch russisch kamysch für Simsen). Bereits im 18. und 19. Jahrhundert wurde auch das Hydronym Promyschlennaja verwendet, von russisch veraltet promyschljat für Gewerbe treiben, hier in Bezug auf den Fischfang.
1934 wurde die Eisenbahnstrecke von der Station Ob westlich von Nowosibirsk an der Transsibirischen Eisenbahn in das Kusbass durch den Ort geführt. Am 16. Oktober 1936 erhielt er den Status einer Siedlung städtischen Typs unter dem heutigen Namen. Im Rahmen der Industrialisierung der Sowjetunion mit einem ihrer Schwerpunktgebiete im nahen Kussbass wurde die alte Bezeichnung gemäß der Bedeutung des Wortes promyschlennost im modernen Russisch – Industrie – umgedeutet.

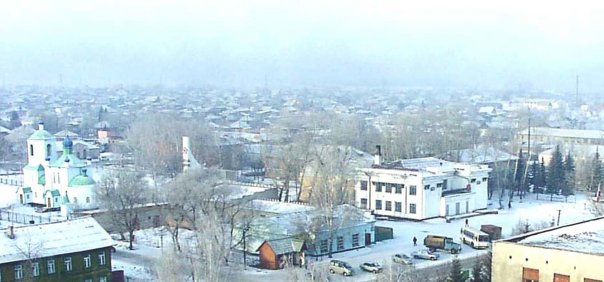
Ortszentrum
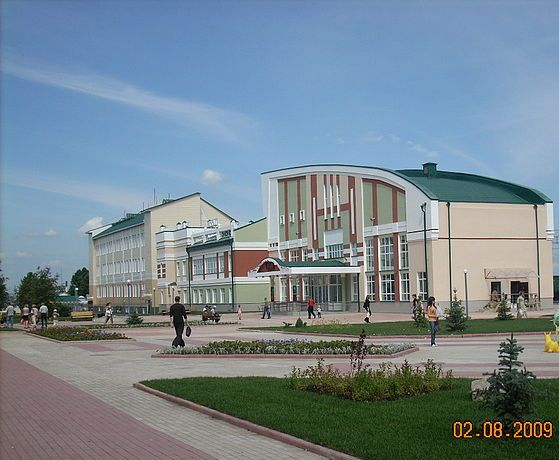
Bahnhof
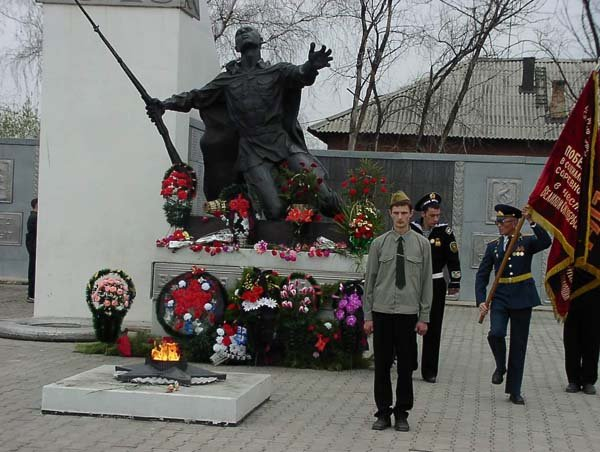
Weltkriegsdenkmal

### Bevölkerungsentwicklung
| Jahr | Einwohner |
| ---- | --------- |
| 1939 | 13.943    |
| 1959 | 16.996    |
| 1970 | 15.349    |
| 1979 | 15.391    |
| 1989 | 17.486    |
| 2002 | 17.654    |
| 2010 | 18.045    |

Anmerkung: Volkszählungsdaten

## Kultur und Sehenswürdigkeiten
Seit 1993 besteht in Promyschlennaja ein Rajonheimatmuseum.

## Wirtschaft und Infrastruktur
Im Widerspruch zum Ortsnamen ist die Wirtschaft von Promyschlennaja agrarisch geprägt. Die Siedlung ist Zentrum eines regional bedeutsamen Landwirtschaftsgebietes (Getreide, Kartoffeln, Rinder, Schweine), dessen Erzeugnisse von hier angesiedelten Unternehmen verarbeitet werden.
Promyschlennaja ist bedeutende Station an der Eisenbahnstrecke von Ob (Nowosibirsk) nach Projektnaja (bei der nächstgelegenen Stadt Leninsk-Kusnezki bzw. Polyssajewo) und weiter nach Nowokusnezk (Streckenkilometer 225).
Es besteht mehreren Richtungen Straßenverbindung zur Regionalstraße R384 von Nowosibirsk−Jurga, die Promyschlennaja in weitem Bogen südlich und östlich über Leninsk-Kusnezki und Kemerowo umgeht.